# Mărișelu (gmina)
Mărișelu – gmina w Rumunii, w okręgu Bistrița-Năsăud. Obejmuje miejscowości Bârla, Domnești, Jeica, Măgurele, Mărișelu, Nețeni i Sântioana. W 2011 roku liczyła 2383 mieszkańców.